# Cito longe tarde
Cito longe tarde è la locuzione latina per "Cito, longe fugeas et tarde redeas" (presto, fuggi lontano e torna tardi) che, specialmente nel medioevo, divenne una sorta di motto ad esortare la popolazione, nei comuni casi di epidemie virulenti (come la peste nera) ad evitare i grandi agglomerati urbani e a fuggire, appunto velocemente, lontano e stare alla larga dai luoghi infetti il più possibile. 
Questo perché la medicina di allora era più che altro puro empirismo che si esprimeva in concezioni popolari e poco efficaci alla cura della malattia.